# Fingertandrot
Fingertandrot (Cardamine pentaphyllos) är en korsblommig växtart som först beskrevs av Carl von Linné, och fick sitt nu gällande namn av Heinrich Johann Nepomuk von Crantz. Enligt Catalogue of Life ingår Fingertandrot i släktet bräsmor och familjen korsblommiga växter, men enligt Dyntaxa är tillhörigheten istället släktet bräsmor och familjen korsblommiga växter. Arten förekommer tillfälligt i Sverige, men reproducerar sig inte. Inga underarter finns listade i Catalogue of Life.

## Bildgalleri

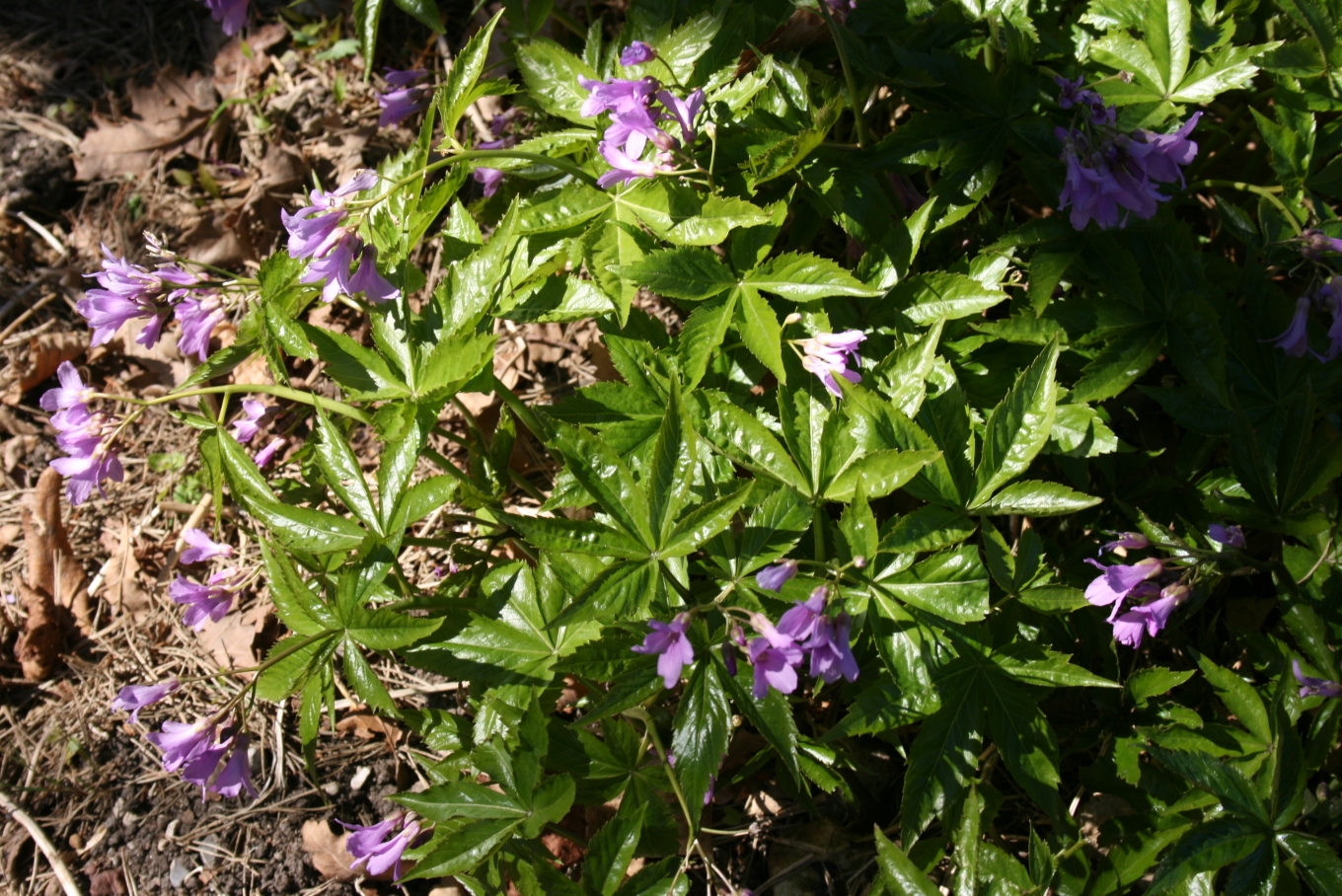
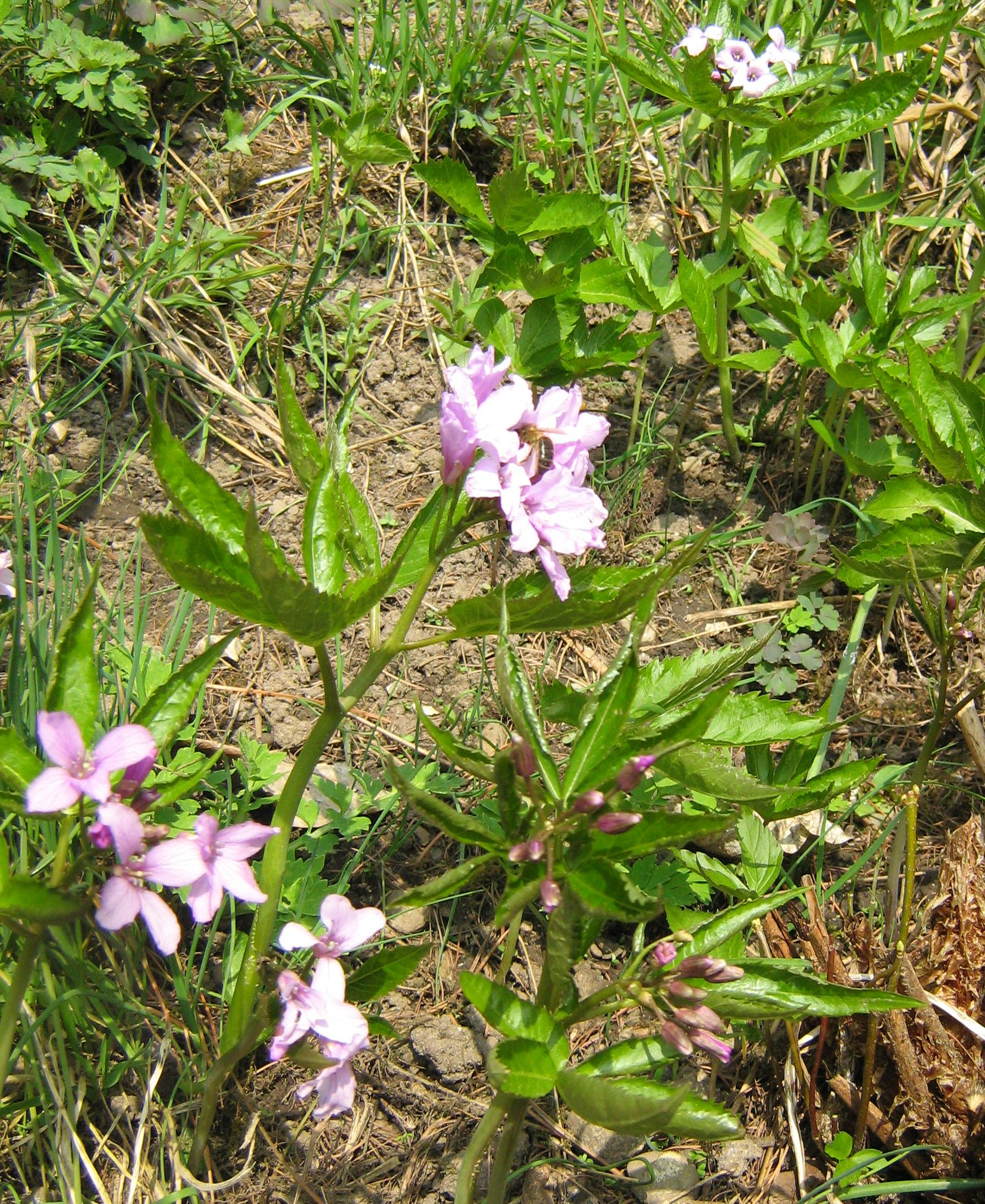
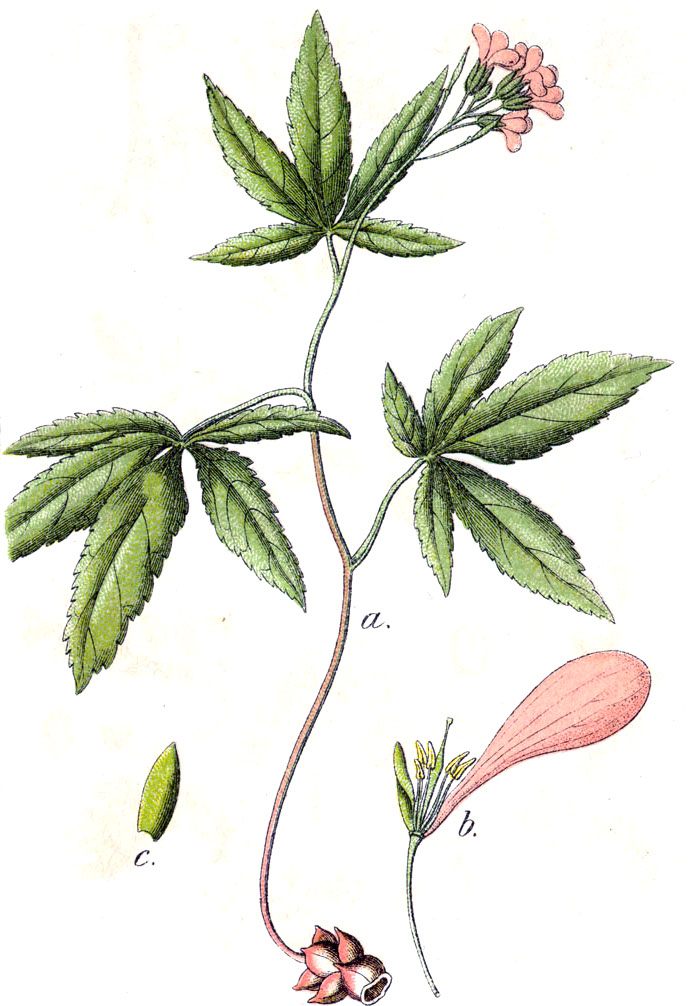
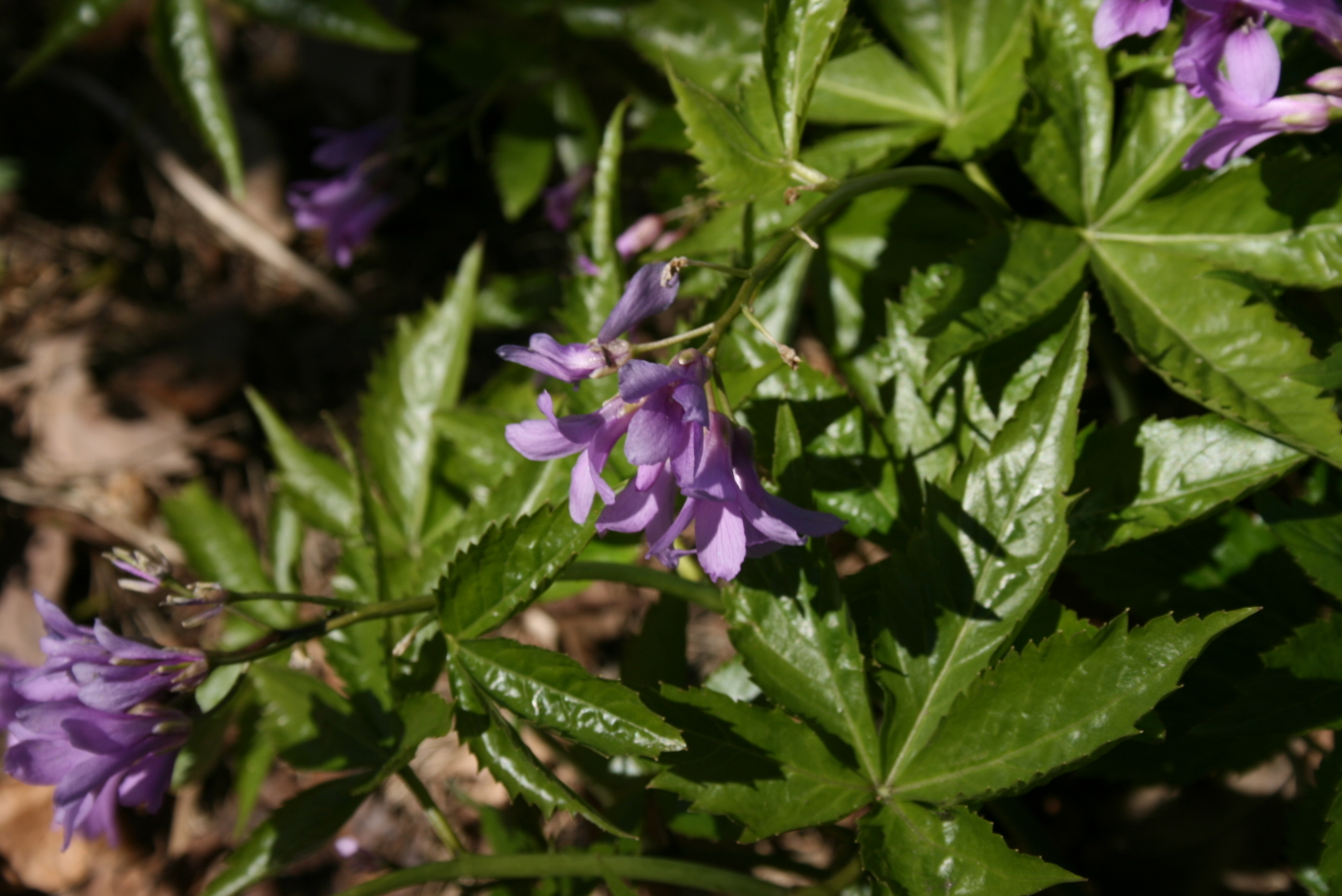